# 坦克模擬遊戲
坦克模擬遊戲是指電子遊戲中的主要內容為模擬駕駛坦克的遊戲。遊戲的內容可能是駕駛坦克完成某項任務，也可能是進行坦克之間互相對戰。遊戲的背景可能被放在現代、古代、或者未來。